# Hotel cápsula

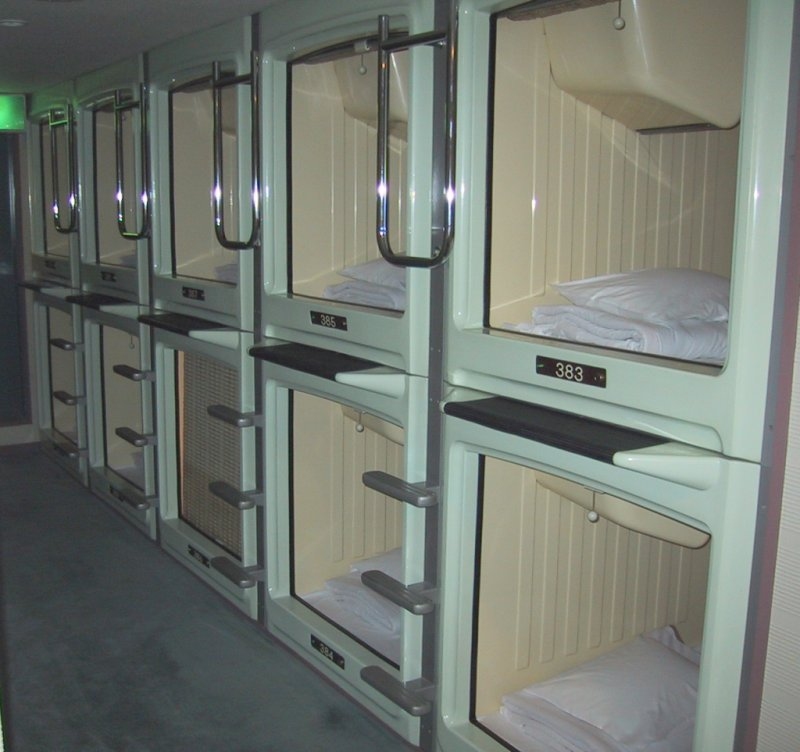
Cápsulas en Osaka.

Un hotel cápsula (カプセルホテル kapuseru hoteru?) es un tipo de hotel propio de Japón con un gran número de habitaciones de tamaño excepcionalmente reducido, llamadas cápsulas.

## Descripción

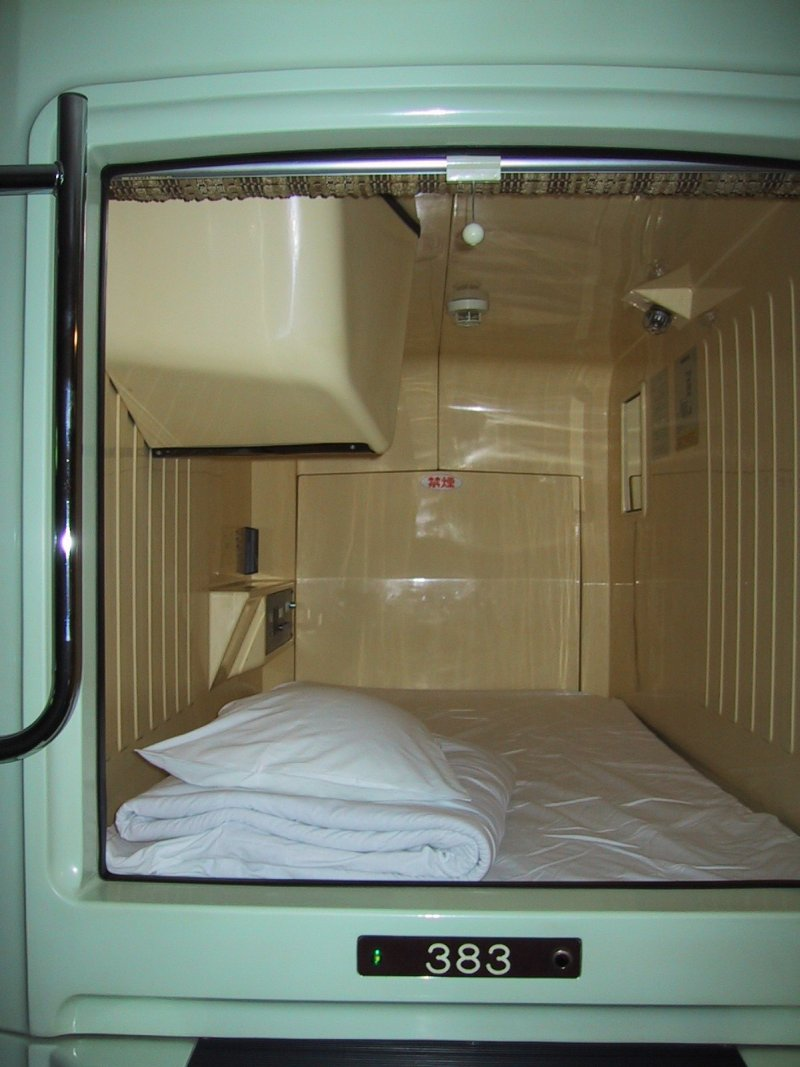
Vista de una cápsula, con un televisor en la esquina superior izquierda.

El espacio para el huésped es reducido hasta un bloque modular de plástico o de fibra de vidrio de apenas 2 metros de longitud, 1 metro de alto y 1,25 metros de ancho, siendo este suficiente espacio como para dormir. Las instalaciones varían en cuanto a ofertas de entretenimiento, pero la mayoría incluyen una televisión, una consola y conexión inalámbrica a internet. Estas cápsulas se colocan en dos alturas de longitud indefinida, con escalones que dan acceso a los huecos del segundo nivel. El equipaje se almacena en unas taquillas, que a veces se encuentran fuera del hotel. La privacidad se ve asegurada mediante el uso de una cortina o una puerta de fibra de vidrio en el extremo abierto de la cápsula. Los cuartos de baño son comunes y la mayoría de estos hoteles tienen restaurantes, o al menos, máquinas expendedoras, piscina y otras instalaciones de entretenimiento.
Esta clase de hotel fue desarrollado en Japón, y no ha alcanzado popularidad fuera de este país, aunque existen ciertas variantes occidentales con alojamientos de mayor tamaño y baños privados en desarrollo. A los huéspedes se les pide que no fumen o coman dentro de sus cápsulas.
Los hoteles de cápsulas varían ampliamente en cuanto a tamaño se refiere, teniendo algunos apenas cincuenta habitaciones y otros más de 700. Muchas son usadas principalmente por hombres. También existen hoteles cápsula con divisiones para cápsulas para hombres y mujeres. La ropa y el calzado a veces se intercambia por un yukata y unas chanclas a la entrada. También se puede proveer de una toalla. Las ventajas de estos hoteles son la conveniencia y el precio, que se sitúa normalmente entre los 2000 y 4000 ¥ (25-50 US$ o 19-38 €) cada noche. 
Algunas personas, especialmente en días de diario, se encuentran demasiado ebrios como para viajar con seguridad a sus hogares, o sienten demasiada vergüenza como para enfrentarse a sus cónyuges. Debido a la creciente recesión sufrida en el País del Sol Naciente, a principios de 2010, más y más huéspedes, alrededor del 30% de los alojados en el Capsule Hotel Shinjuku 510 de Tokio, se encontraban desempleados o con escaso trabajo, y alquilaban las cápsulas por periodos de meses.

## Historia
El primer hotel de esta clase que fue abierto fue el Capsule Inn Osaka, diseñado por Kishō Kurokawa, y localizado en el distrito de Umeda, en la ciudad de Osaka. Se abrió al público el 1 de febrero de 1979, siendo su tarifa inicial de 1.600 ¥.[cita requerida]